# Ronald Fogleman

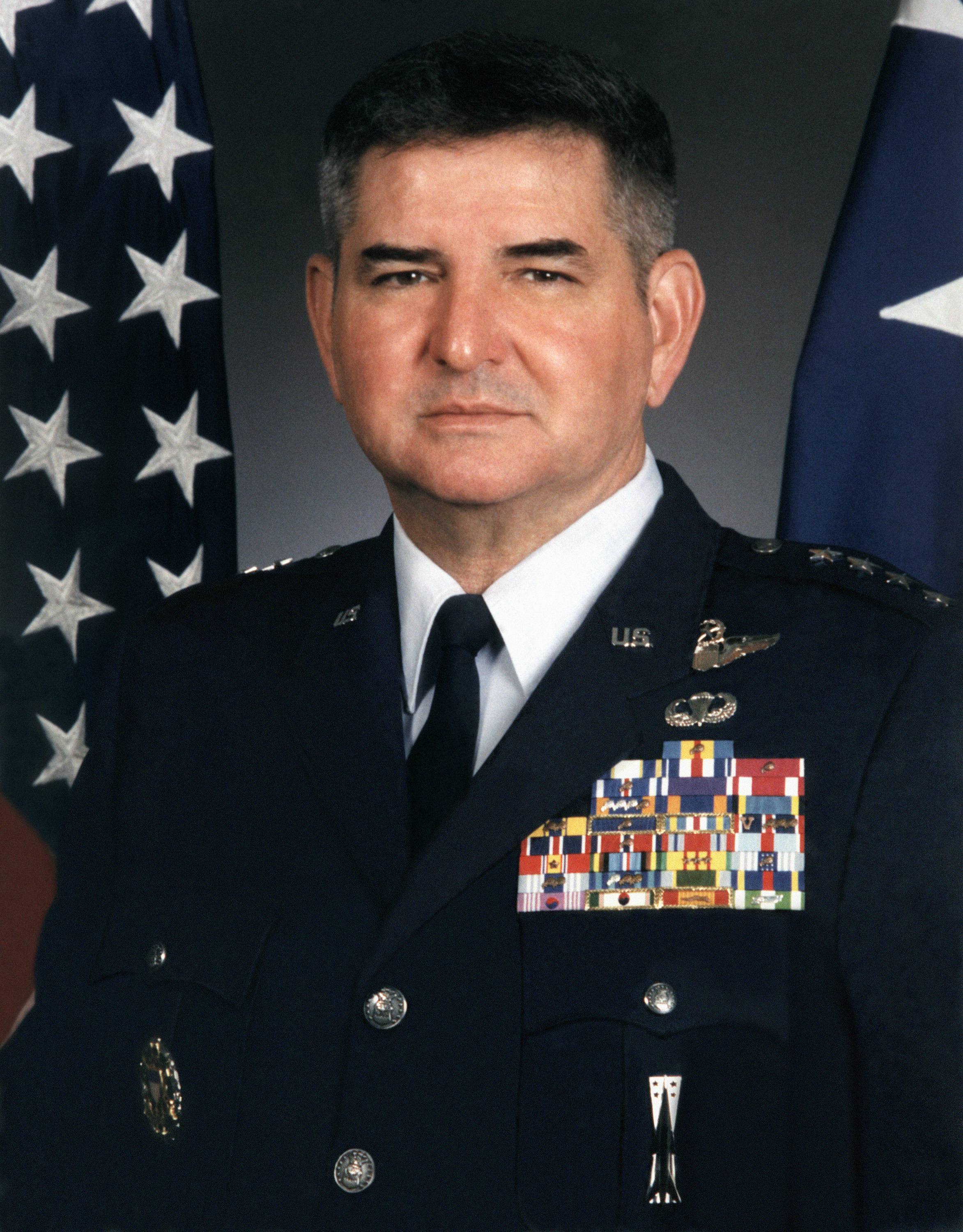
General Ronald R. Fogleman

Ronald R. Fogleman (* 27. Januar 1942 in Lewiston, Pennsylvania) ist ein ehemaliger General der US Air Force, der zuletzt Chief of Staff of the Air Force war.

## Leben
Nach dem Abschluss der Juniata Joint High School in Mifflintown 1959 begann er ein Studium an der US Air Force Academy in Colorado Springs, das er 1963 mit einem Bachelor of Science (BS) abschloss. Im Anschluss trat er in die US Air Force ein und absolvierte während seiner Militärzeit ein postgraduales Studium in den Fächern Militärgeschichte und Politikwissenschaft an der Duke University und beendete dieses 1971 mit einem Master of Arts (MA Military History and Political Science).
Während seiner militärischen Laufbahn stieg er zum General auf und war zwischen Juli 1990 und August 1992 Kommandeur der 7. Luftflotte und vom 25. August 1992 bis zum 17. Oktober 1994 Kommandeur des US Transportation Command (USTRANSCOM) auf der Scott Air Force Base, eines der zehn teilstreitkräfteübergreifenden Unified Combatant Commands der US-Streitkräfte, das den weltweiten Transport der Truppen zur See, Land und in der Luft sicherstellt.
Zuletzt war er vom 26. Oktober 1994 bis zum 1. September 1997 Chief of Staff of the Air Force und somit ranghöchster Offizier der US Air Force. Des Weiteren arbeitete er zeitweise im Defense Policy Board, dem Council on Foreign Relations sowie der Air Force Association mit.
Nach seinem Ausscheiden aus dem aktiven Militärdienst wechselte er in die Privatwirtschaft und ist seit 1997 Chief Executive Officer (CEO) der Durango Aerospace, Inc. sowie seit 1998 Trustee der Mitre Corporation. Daneben ist er seit 2004 Mitglied des Board of Directors von Alliant Techsystems und gehörte auch den Boards of Directors der AAR Corporation, Alpha Security Group Corporation sowie der World Air Holdings, Inc., an. Seit dem 11. November 2009 ist er Vorsitzender des Board of Directors von Alliant Techsystems.

## Auszeichnungen
Auswahl der Dekorationen, sortiert in Anlehnung der Order of Precedence of Military Awards:
- Defense Distinguished Service Medal (3 ×)
- Air Force Distinguished Service Medal (2 ×)
- Army Distinguished Service Medal
- Navy Distinguished Service Medal
- Silver Star
- Defense Superior Service Medal
- Legion of Merit (2 ×)
- Distinguished Flying Cross (2 ×)
- Purple Heart
- Meritorious Service Medal
- Air Medal (18 ×)
- Air Force Commendation Medal (3 ×)
- National Defense Service Medal (2 ×)
- Vietnam Service Medal (4 ×)